# Megu Cilik
Megu Cilik is een bestuurslaag in het regentschap Cirebon van de provincie West-Java, Indonesië. Megu Cilik telt 7771 inwoners (volkstelling 2010).